# Timothy Charles Whitmore
Timothy Charles Whitmore (1935 - 2002) fue un ecólogo, botánico, geólogo, climatólogo inglés, que trabajó extensamente en la familia de las euforbiáceas, de las que logró identificar y clasificar más de cien especies.

## Algunas publicaciones
- e.i. Newman, timothy c. Whitmore. 1957. Cambridge Mlanje (Nyasaland) Expedition 1956: the vegetation of Mlanje mountain. 11 pp. inédito
- 1973. Frequency and habitat of tree species in the rain forest of Ulu Kelantan. Volumen 26, Parte 2 de Gardens' bulletin, Singapur. 16 pp.
- 1987. Tree species enumerationof 0.5 hectare on Halmahera. Volumen 40, Parte 1 de Gardens' bulletin, Singapur. 4 pp.

### Libros
- 1962. Studies in bark morphology III: bark taxonomy in Dipterocarpaceae. Vol. 19, Parte 2 de Gardens' bull. Singapur. 54 pp.
- 1972. Studies in Macaranga V: M. lowii. Vol. 26, Parte 1 de Gardens' bull. Singapur. 62 pp.
- 1974. Change with time and the role of cyclones intropical rain forest on Kolombangara, Solomon Islands. Issue 46 de Institute paper. 78 pp.
- 1977. A first look at Agathis. Vol. 11 de Tropical forestry papers. 54 pp.
- 1981. Guide to the forests of the British Solomon Islands. Issue 2 de Forest record, British Solomon Islands Forestry Dept. Ed. Oxford U.P. 208 pp.
- 1981. Wallace's line and plate tectonics. Issue 1 de Oxford monographs on biogeography. 90 pp. ISBN 0198545452
- 1984. Tropical rain forests of the Far East. Oxford science publications. Ed. Clarendon Press. 352 pp. ISBN 0198541368
- kade Sidiyasa, timothy charles Whitmore, i. gusti m. Tantra. 1986. Tree flora of Indonesia: check list for Sumatra. 381 pp.
- timothy charles Whitmore, ghillean t. Prance. 1987. Biogeography and Quaternary history in tropical America. Issue 3 de Oxford monographs on biogeography. 214 pp. ISBN 0198545460
- timothy charles Whitmore, jeffrey Sayer. 1992. Tropical deforestation and species extinction. Vol. 6 de The IUCN Forest Conservation Programme. Ed. Springer. 153 pp. ISBN 041245520X
- Arturo Gómez-Pompa, timothy charles Whitmore, malcolm Hadley. 1991. Rain forest regeneration and management. Vol. 6 de Man and the biosphere series. 457 pp. ISBN 1850702616
- 1998. Palms of Malaya. 136 pp. ISBN 9748434559
- 1998. An introduction to tropical rain forests. Ed. Oxford U.P. 282 pp. ISBN 0198501471
- robin lee Chazdon, timothy charles Whitmore. 2002. Foundations of tropical forest biology: classic papers with commentaries. Ed. Univ. of Chicago Press. 862 pp. ISBN 0226102246

## Honores

### Eponimia
Género
- (Icacinaceae) Whitmorea Sleumer[1]
- La abreviatura «Whitmore» se emplea para indicar a Timothy Charles Whitmore como autoridad en la descripción y clasificación científica de los vegetales.[2]